# Juan Cacho
Juan Cacho Aramburu (Beasáin, Guipúzcoa, 11 de diciembre de 1939) es un exfutbolista español que se desempeñaba como delantero.

## Clubes
| Club                    | País   | Año       |
| ----------------------- | ------ | --------- |
| Real Sociedad de Fútbol | España | 1960-1967 |
| Pontevedra C. F.        | España | 1967-1968 |